# کمبرده
کُمبردُه راهی مالرو در کوه لاور شیخ که از آن راه درزمان قدیم به‌وسیله الاغ، اسب و شتر و پیاده به لاور می‌رفتند قبل از اینکه راه شوسه جیپ رو ایجاد شود.
تصویر روبرو: کُمبردُه راه قدیم لاور شیخ، مردم از این راه به‌وسیله شتر و الاغ به لاور شیخ می‌رفتند.